# Angela Zimmermann
Angela Zimmermann nata Grassinger (14 marzo 1974) è un'ex sciatrice alpina tedesca.

## Biografia
Slalomista pura, la Zimmermann debuttò in campo internazionale in occasione dei Mondiali juniores di Geilo/Hemsedal 1991; nel 1993 esordì ai Campionati mondiali (nella rassegna iridata di Morioka si classificò al 13º posto) e ottenne il primo piazzamento in Coppa del Mondo, il 19 marzo a Vemdalen (18ª). La sua ultima stagione agonistica fu quella 1995-1996: quell'anno in Coppa Europa conquistò l'ultima vittoria (nonché ultimo podio), il 22 gennaio a Krompachy/Plejsy, e vinse la classifica di slalom speciale; in seguito ottenne il miglior piazzamento in Coppa del Mondo, il 28 gennaio a Saint-Gervais-les-Bains (13ª), prese parte ai Mondiali di Sierra Nevada, senza completare la prova, e prese per l'ultima volta il via in Coppa del Mondo, il 10 marzo a Kvitfjell/Hafjell (16ª). Inattiva dal termine di quella stagione, partecipò a un'ultima gara il 28 novembre 2005, uno slalom speciale universitario disputato a Kaunertal; non prese parte a rassegne olimpiche.

## Palmarès

### Coppa del Mondo
- Miglior piazzamento in classifica generale: 70ª nel 1996

### Coppa Europa
- Miglior piazzamento in classifica generale: 5ª nel 1995
- Vincitrice della classifica di slalom speciale nel 1996
- 6 podi (dati dalla stagione 1995-1996):
  - 2 vittorie
  - 2 secondi posti
  - 2 terzi posti

#### Coppa Europa - vittorie
| Data             | Località         | Paese      | Specialità |
| ---------------- | ---------------- | ---------- | ---------- |
| 17 febbraio 1995 | Krompachy/Plejsy | Slovacchia | SL         |
| 22 gennaio 1996  | Krompachy/Plejsy | Slovacchia | SL         |

Legenda:

SL = slalom speciale

### Campionati tedeschi
- 1 medaglia[1]:
  - 1 bronzo (slalom speciale nel 1993)